# Cainán
Cainán (en hebreo: קֵינָֽן, Qênān, en griego: Καιναν, Kainan), también trascrito como Kenán, es el nombre de un patriarca mencionado en la Biblia, en el libro del Génesis (5:9-14), y en el primer Libro de las Crónicas (1:1), quien vivió antes del Diluvio universal.
Según el BDB, deriva del hebreo קֵן, qen, forma sustantiva del verbo קָנַן, qenan, y designa un nido o, en sentido figurado, una vivienda.

## Familia
Cainán fue hijo de Enós y nieto de Set. Nació cuando Enós tenía noventa años. El único hijo nombrado de Cainán fue Mahalaleel, el cual nació cuando Cainán tenía setenta años. Los otros hijos e hijas nacieron antes de su muerte a los 910 años de edad. Este Cainán es mencionado en el Evangelio de Lucas (3:37-38) como ancestro de Jesús. 
De acuerdo con el Libro de los Jubileos, la madre de Cainán fue Noam, esposa y hermana de Enós, y la esposa de Cainán, Mualeleth, era su hermana.

## El segundo Cainán
Otro Cainán (en griego: Καιναν, Kainan) es mencionado en la genealogía de Jesús dada en Lucas (3:36) en el Nuevo Testamento. Este segundo Cainán es el hijo de Arfaxad y el padre de Sala, quien vivió entre los tiempos de Noé y los de Abraham.
Este Cainán es mencionado también en la versión griega (conocida como de los LXX o Septuaginta) del Antiguo Testamento, pero se omite en el texto masorético judío. Dado que este nombre coincide con la forma griega del nombre del patriarca que vivió antes del diluvio, algunos escritores cristianos, incluidos Ireneo de Lyon y Eusebio de Cesarea, creyeron que la duplicación se debía a un error en la versión griega del Génesis. Otros, sin embargo, como Epifanio o Jorge Syncello sostuvieron la existencia de este segundo Cainán citándolo como ancestro de diferentes pueblos orientales, también se lo menciona en el apócrifo Libro de los Jubileos (8 1-4,) donde se le acredita la reinvención de la astrología ("Halló antiguas escrituras grabadas en la roca, cuyo contenido leyó y tradujo, y con ella se extravó, porque allí estaban las enseñanzas de los custodios, en las que explicaban la adivinación por el sol, la luna y las estrellas de todas las constelaciones del cielo”).
Recientemente, la especialista en los manuscritos de Qumrán, Helen Jacobus, ha proporcionado argumentos para afirmar que el nombre estaba presente originalmente y luego se eliminó deliberadamente tanto de la Biblia hebrea como de la samaritana. El arqueólogo Henry B. Smith Jr., por otro lado, sostiene que el nombre fue eliminado del texto masorético del Génesis por un error de escriba y posteriormente quitado de la genealogía análoga en el libro de Crónicas para armonizar ambos textos.